# Pang Panpan
Dans ce nom chinois, le nom de famille, Pang, précède le nom personnel.
Pour les articles homonymes, voir Pang (homonymie).
Pang Panpan est une gymnaste chinoise, née le 7 juin 1988 à Shijiazhuang, dans la province du Hebei.

## Biographie
Elle n'a pas pu participer aux Jeux olympiques de 2008 à Pékin à cause d'une blessure.

## Palmarès

### Championnats du monde
- Aarhus 2006
  -  médaille d'or au concours général par équipes
  - 6e au concours général individuel

### Jeux asiatiques
- Doha 2006
  -  médaille d'or au concours général par équipes
  -  médaille d'argent au sol